# Активная защита

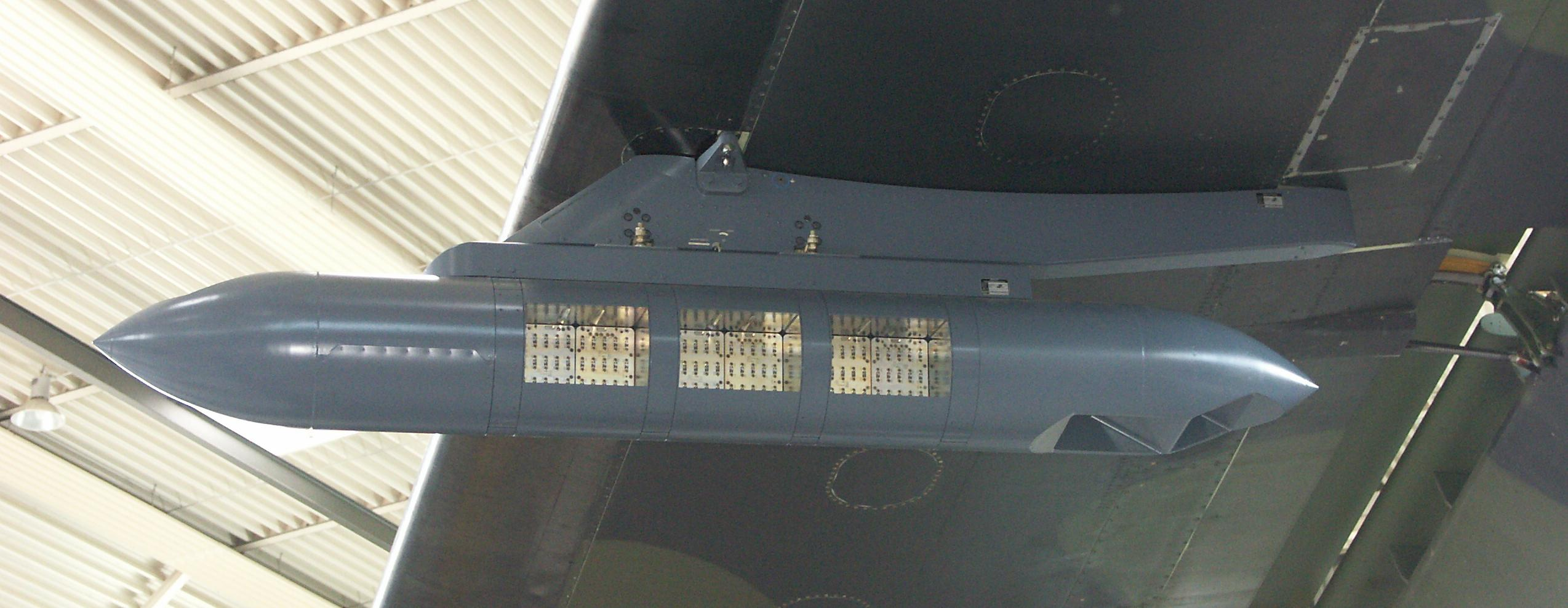
КАЗ немецкого самолёта C-160.

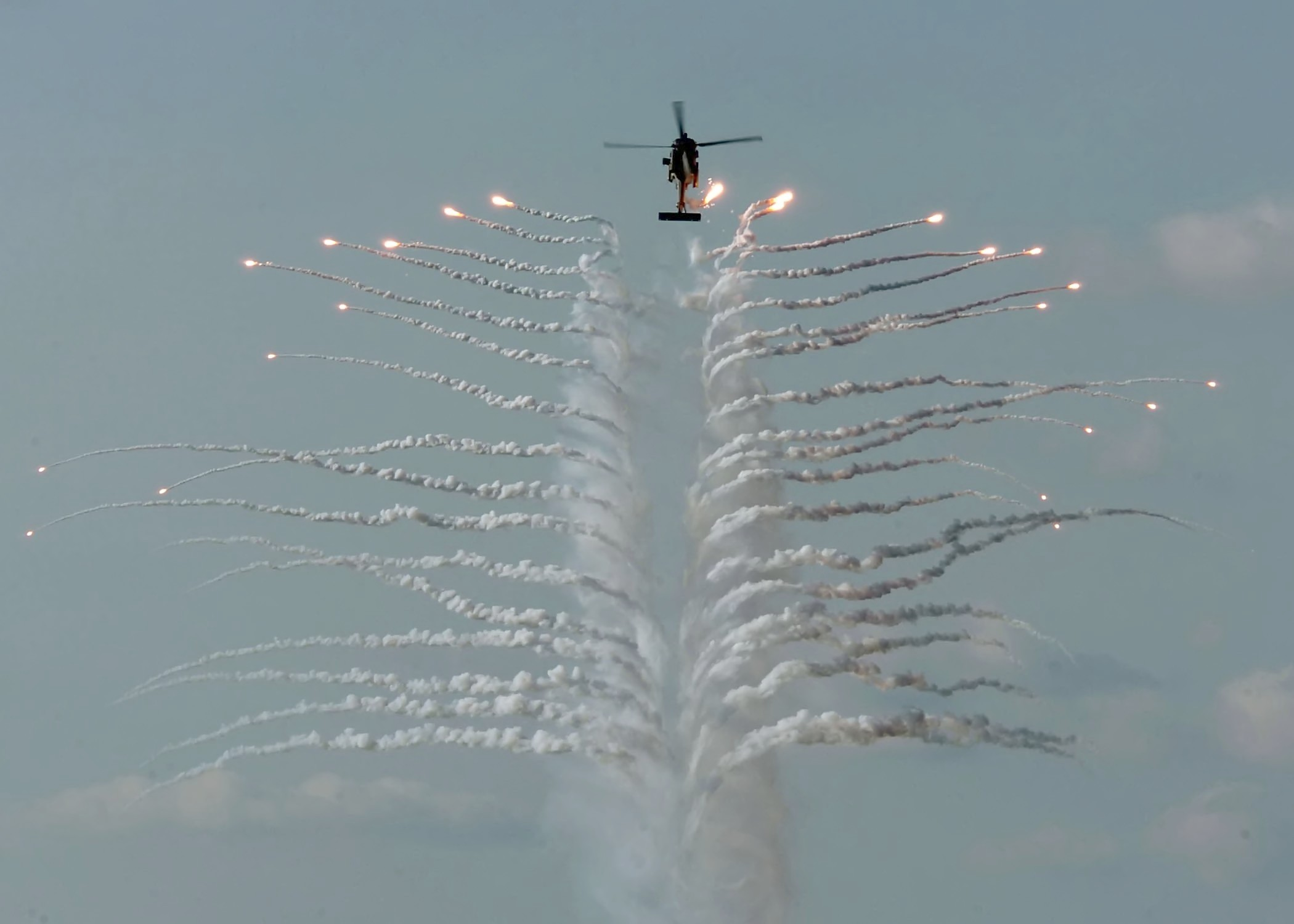
Применение КАЗ американским вертолётом HH-60H.

Активная защита — разновидность защиты боевой машины (БМ), применяемая в активном режиме на вооружении и военной технике (летательных аппаратах (ЛА), бронетехнике и так далее).
Представляет собой расположенную на вооружении и военной технике (ЛА, танке (основном и специальном), бронированной машине, и иной ВВТ) систему, которая при обнаружении приближающегося к боевой единице противоавиационного или противотанкового боеприпаса (ракет «земля-воздух», «воздух-воздух», ПТУР, гранаты РПГ и тому подобное) ставит помехи (как электромагнитные, так и кинетические), уничтожающие, или, по меньшей мере, сильно ослабляющие действие атакующего боевого припаса. Применение систем активной защиты позволяет значительно (в два — три раза и более) повысить живучесть танков. В литературе встречаются наименования — комплекс активной защиты (КАЗ), система активной защиты (САЗ).

## Принцип действия

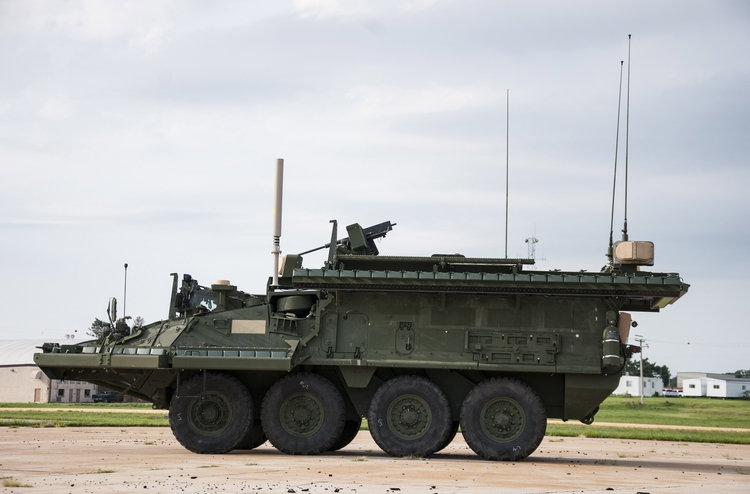
Комплекс активной защиты Iron Curtain на Страйкере.

Система включает в свой состав РЛС[уточнить] (современные системы обнаружения пуска ракет, работающие в ультрафиолетовом диапазоне (именно в этом диапазоне хорошо различима работа реактивных двигателей), устанавливаются на некоторые летательные аппараты и на наземную технику, однако пока это только опытные образцы).
Система предупреждает экипаж о пуске в его сторону, автоматически разворачивается вооружение, и срабатывает автоматическая система постановки завесы — перед снарядом выстреливается аэрозольное облако, позволяющее закрыть цель в инфракрасном и оптическом диапазоне.
Имеются разновидности по принципу воздействия:
- Система оптико-электронного подавления;
- Системы с отстреливаемыми (либо неотстреливаемыми) защитными зарядами.

Система оптико-электронного подавления, установленная на башне танка, включает прожектора, которые испускают в оптическом и инфракрасном диапазонах модулированное излучение, которое на дистанции 2-2,5 км приводит к подавлению работы оптико-электронных координаторов систем наведения ПТУР. Координаторы получают ложные сигналы от этих прожекторов, и на ракету поступают неверные команды, отчего она либо врезается в землю, либо пролетает мимо.
В системе с отстреливаемыми защитными зарядами устройство, совмещённое с РЛС локального действия, даёт команду на отстрел специальных зарядов, которые при сближении со снарядом взрываются, формируя облако осколков, поражающих приближающийся боеприпас.

### Система оптико-электронного подавления
Российская система оптико-электронного подавления «Штора-1» хорошо работает по устаревшим комплексам Milan, HOT, TOW первых модификаций, «Малютка», «Фагот», «Фаланга», «Конкурс» и др. Но на новых системах (напр. TOW-2A) помимо ксеноновой лампы в корме ракеты установлен инфракрасный излучатель со своим модулятором, также воспринимаемый координатором комплекса, поэтому данная система становится неэффективна. И на перспективных машинах, например на модернизированных танках Т-90СМ, она не ставится.

## В СССР

Схема боевого перехвата КАЗ «Арена».

Пионерами в разработке и внедрении систем активной защиты танков стали советские танкостроители. Идея активной защиты танка впервые была сформулирована в одном из тульских КБ в конце 1950-х гг . Первый комплекс активной защиты «Дрозд» устанавливался на танке Т-55АД, был принят на вооружение в 1983 году. «Дрозд» — первый в мире комплекс, принятый на вооружение и выпускавшийся серийно. Эксплуатационные характеристики комплекса не накладывали ограничений на условия применения танка.
В 1960-х — комплексы активной защиты «Дождь» и «Азот».

Конец 1980-х — опытно-конструкторские работы по созданию КАЗ «Барьер».
В конце 1980-х годов КАЗ «Дрозд» был модернизирован и получил индекс «Дрозд-2». В это же время был создан комплекс активной защиты «Арена». В комплексе активной защиты «Арена» была сделана попытка решить проблему поражения своей пехоты при уничтожении атакующего боеприпаса осколками самой противоракеты и ПТУРС или реактивной гранаты. Траектория полета защитного блока и разлет осколков (по направлению сверху вниз) рассчитаны таким образом, чтобы свести к минимуму зону сплошного поражения и при этом гарантировать уничтожение или серьёзное повреждение атакующей ракеты.
«Комплект для городского боя»[уточнить], разработанным Уралвагонзаводом, предназначены для модернизации танков (Т-72 и пр.). В этом случае живучесть машин на поле боя вырастет многократно.
Последним по времени является разрабатываемый, в рамках работы над платформой «Армата», Коломенским КБМ КАЗ «Афганит». По слухам, комплекс будет иметь в своем составе РЛС миллиметрового диапазона, для уничтожения целей будет применены контрбоеприпасы, разрушающие ракету подрывом на удалении 3-5 м, имеющие ударное ядро, в отличие от традиционного пространственного потока осколков. Максимальная скорость перехватываемой цели должна составить 1700 м/с.

В прошлом году сообщалось, что боевые машины семейства «Армата» получат ультрафиолетовые пеленгаторы, которые позволяют перехватывать противотанковые ракеты, реактивные снаряды и гранаты. В их основе лежат ультрафиолетовые фотокатоды, обнаруживают цели по ионизированному воздушному следу от работающего двигателя. На основании полученных данных комплекс активной защиты «Арматы» собьет цель с помощью специального снаряда или расстреляет его из крупнокалиберного пулемета. Подобные РЛС установлены на российских истребителях пятого поколения.— Российские физики разработали прибор для защиты самолетов от ракет., Российская газета, 17.04.2017, 16:16, Текст: Николай Грищенко.

## Зарубежные разработки

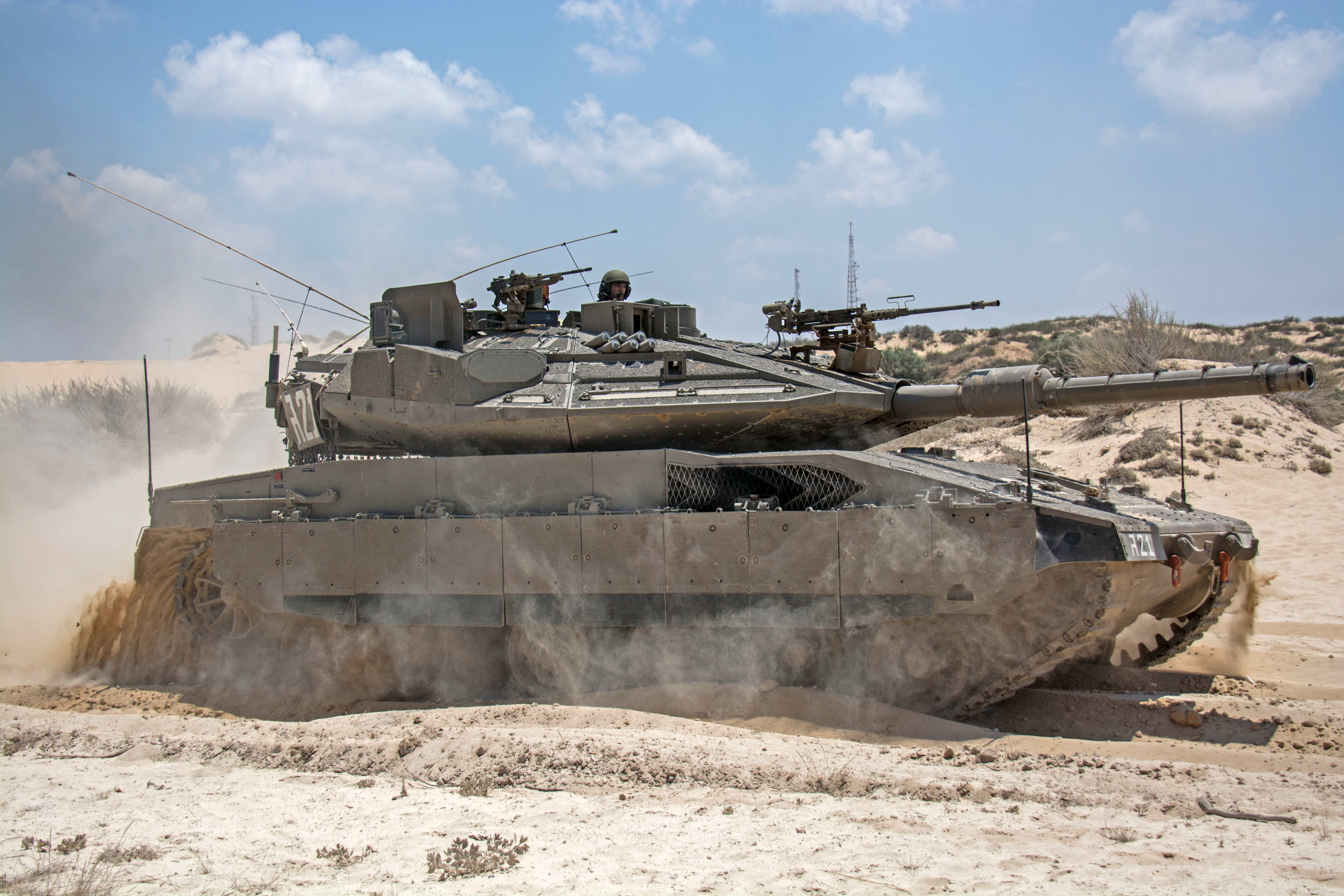
«Меркава Mk.4M» (Merkava Mk IVm) с КАЗ Трофи (Trophy).

В это же время разработкой подобных систем начали заниматься во Франции, Германии, США и Израиле. Но грянувший распад СССР сделал все эти попытки малоактуальными, а последующие сокращения военных бюджетов практически окончательно похоронили эти проекты.
Единственным исключением служит доведённая до уровня действующих образцов украинская система «Заслон». Устанавливается (несерийные образцы) на Т-64БВ вооружённых сил Украины, активно рекламируется на экспорт.
КАЗ «Заслон» обладает интересными особенностями — противоракетные боеприпасы не отстреливаются, а инициируются прямо на поверхности боевой машины. Также, по заявлению разработчиков, решена проблема уничтожения боеприпасов, атакующих сверху. Более того, под воздействием взрывной волны и высокоскоростного эшелонированного потока осколков, боеприпасы с цельным металлическим корпусом (БОПС) меняют свою траекторию и либо уходят за пределы зоны защищаемого объекта, либо встречаются с основным бронированием под невыгодным углом. Это ставит данную систему в разряд универсальных защитных средств.
Некоторый прогресс в плане активных защитных систем на Западе наметился в 2004—2006 годах. Постоянные обстрелы колонн американских войск из РПГ-7 в Ираке и вторая ливанская война с массированным применением ПТУРС и гранатометов последних разработок заставили американцев ускорить разработки. Но если в США доведение системы Quick Kill (англ. Quick Kill) требует ещё серьёзной работы[когда?], то в Израиле существует в рабочем состоянии два таких КАЗ: Трофи (Trophy) и Айрон фист (Iron Fist).
После войны 2006 года было принято решение об оснащении израильских «Меркава 4» КАЗ «Трофи», предназначенной для уничтожения угрожающих танку снарядов ПТРК/РПГ, что сделало Mk.4 первым зарубежным ОТ с активной защитой. Танк изначально имел возможность установки активной защиты, но вследствие недостаточного финансирования не оснащался ею. Серийное производство танков, оснащённых КАЗ «Трофи», получивших обозначение «Меркава Mk.4M», началось в конце 2008 года, а весной 2009 они начали поступать в войска.

## Потенциальные проблемы обеспечения эффективности
У всех систем активной защиты есть общие недостатки. Например, непонятно, как система будет действовать при сильной тряске.
Многие ПТУРы (например, FGM-148 Javelin) бьют в крышу танка, в обход защищённой зоны. А разрыв в нескольких метрах от танка, вероятно, повредит расположенное на крыше оборудование, включая и защитную систему. Помимо этого, применение системы активной защиты практически исключают взаимодействие танка с сопровождающей его пехотой.
Ограниченная производительность системы, связанная с необходимостью перезарядки, не позволяет отражать множественные атаки с одного направления. Эта особенность систем активной защиты была использована при создании РПГ-30 с лидирующим снарядом, призванным обеспечить срабатывание системы защиты танка на безопасном для реактивной гранаты расстоянии.